# سیارک ۷۲۳۳
سیارک ۷۲۳۳ (به انگلیسی: 7233 Majella، نامگذاری:1986EQ5) هفت هزار و دویست و سی و سومین سیارک کشف شده‌است که در ۷ مارس ۱۹۸۶ کشف شد.
قدر مطلق سیارک برابر ۵۸.۸ است.